# Греф, Людвиг
Людвиг Греф (25 августа 1908 — 18 сентября 1978) — немецкий стрелок. Представитель протектората Саар на Олимпийских играх 1952 года.

## Карьера
На Олимпийских играх 1952 года в Хельсинки Греф вместе с Хансом Эшенбреннером был одним из двух представителей Саара в стрелковом спорте. Он принял участие в двух дисциплинах с малокалиберной винтовкой: в стрельбе лёжа с 50 метров Греф занял 40 место с результатом 391 очко, а в стрельбе с трёх позиций (50 м.) показал 38-й результат, набрав 1089 очков.